# 維斯卡查尼山 (庫斯科-普諾)
13°46′41″S 70°42′42″W / 13.77806°S 70.71167°W
維斯卡查尼山（Viscachani），是秘魯的山峰，位於該國東南部庫斯科大區和普諾大區，由馬爾卡帕塔區和卡拉瓦亞省負責管轄，屬於韋爾卡努塔山脈的一部分，海拔高度5,065米。